# 2013年东南亚运动会排球比赛
2013年东南亚运动会的排球比賽已经在2013年12月13日至21日举行，地点在緬甸首都内比都。